# René Bégin
Pour l’article homonyme, voir Bégin.
René Bégin (né le 2 juillet 1912 et mort le 18 novembre 1980) est un grossiste et homme politique fédérale du Québec.

## Biographie
Né à Québec, M. Bégin devint député du Parti libéral du Canada dans la circonscription fédérale de Québec-Ouest en 1957. Il avait précédemment tenter sa chance de devenir député libéral indépendant en 1953, mais il est défait par le progressiste-conservateur J.-Wilfrid Dufresne. Défait par le progressiste-conservateur J.-Eugène Bissonnette en 1958, il est également défait par le créditiste Lucien Plourde en 1965.
Il est mort à l'âge de 68 ans.